# Список княгинь и королев Польши

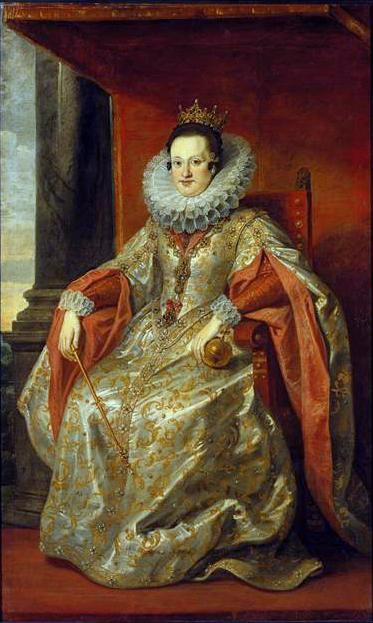
Констанция Австрийская в коронационном одеянии кисти Соутмана (ок. 1626). Старая пинакотека, Мюнхен.

Жёны монархов Польского королевства носили титулы герцогинь или королев Польши. Две женщины, Ядвига и Анна Ягеллонка, правили Польшей как царствующие королевы, однако их мужья были королями по праву жены и соправителями. В данном списке они не указаны.

## Княгини Польши
| Изображение | Имя              | Отец                                         | Рождение | Брак           | Стала княгиней              | Перестала быть княгиней | Смерть     | Супруг     | Прим. |
| ----------- | ---------------- | -------------------------------------------- | -------- | -------------- | --------------------------- | ----------------------- | ---------- | ---------- | ----- |
|             | Дубравка Чешская | Болеслав I, князь Чехии (Пржемысловичи)      | 925      | 965            | 965                         | 977                     | 977        | Мешко I    | [ 1 ] |
|             | Ода Дитриховна   | Дитрих, маркграф Северной марки (Биллунги)   | ок. 960  | ок. 978        | ок. 978                     | 25 мая 992 смерть мужа  | 1023       | Мешко I    | [ 2 ] |
|             | Эмнильда         | Добромир, князь Лужицы                       | ок. 970  | ок. 987        | 25 мая 992 восхождение мужа | 1017                    | 1017       | Болеслав I | [ 4 ] |
|             | Ода Мейсенская   | Эккехард I, маркграф Мейсена (Эккехардинеры) | ок. 996  | 3 февраля 1018 | 3 февраля 1018              | после 1025              | после 1025 | Болеслав I | [ 5 ] |

## Великие княгини и королевы Польши

### Пясты(1)
| Изображение                       | Имя                       | Отец                                                                  | Рождение      | Брак            | Стала княгиней                    | Коронована королевой            | Перестала быть консортом     | Смерть                 | Супруг                       | Прим.         |
| --------------------------------- | ------------------------- | --------------------------------------------------------------------- | ------------- | --------------- | --------------------------------- | ------------------------------- | ---------------------------- | ---------------------- | ---------------------------- | ------------- |
|                                   | Ода Мейсенская            | Эккехард I, маркграф Мейсена (Эккехардинеры)                          | ок. 996       | 3 февраля 1018  | 3 февраля 1018                    | 18 апреля 1025 в соборе Гнезно  | после 1025                   | после 1025             | Болеслав I                   | [ 5 ]         |
|                                   | Рыкса Лотарингская        | Эццо, пфальцграф Лотарингии (Эццонены)                                | 995 или 1000  | 1013            | 17 июня 1025 восхождение мужа     | 25 декабря 1025 в соборе Гнезно | 1031 смещение мужа           | 21 марта 1063          | Мешко II, 1-е правление      | [ 6 ]         |
| 1032 муж восстановлен в правах    | Рыкса Лотарингская        | Эццо, пфальцграф Лотарингии (Эццонены)                                | 995 или 1000  | 1013            | вновь стала княгиней              | 10 мая 1034 смерть мужа         | Мешко II, 2-е правление      | 21 марта 1063          |                              | [ 6 ]         |
|                                   | Мария Добронега Киевская  | Владимир Святославич, великий князь Киевский (Рюриковичи)             | 1010          | 1040            | 1040                              | не коронована                   | 28 ноября 1058 смерть мужа   | 1087                   | Казимир I                    | [ 7 ] [ 8 ]   |
|                                   | Вышеслава Киевская        | Святослав Ярославич, великий князь Киевский (Рюриковичи)              | 1047?         | 1068?           | 1068?                             | 25 декабря 1076 в соборе Гнезно | 1079 смещение мужа           | после 1089             | Болеслав II                  | [ 9 ]         |
|                                   | Юдит Чешская              | Вратислав I, король Чехии (Пржемысловичи)                             | 1056/58       | 1080            | 1080                              | не коронована                   | 25 декабря 1086              | 25 декабря 1086        | Владислав I                  | [ 10 ] [ 11 ] |
|                                   | Юдит Немецкая             | Генрих III, император Священной Римской империи (Салическая династия) | 1047/1054     | 1089            | 1089                              | не коронована                   | 4 июня 1102 смерть мужа      | 14 марта (после 1105?) | Владислав I                  | [ 12 ]        |
|                                   | Сбыслава Киевская         | Святополк Изяславич, великий князь Киевский (Рюриковичи)              | ок. 1085/90   | 16 ноября 1102  | 16 ноября 1102                    | не коронована                   | ок 1112                      | ок 1112                | Болеслав III                 | [ 13 ]        |
|                                   | Саломея фон Берг          | Генрих I, граф Берга                                                  | 1093/1101     | 1115            | 1115                              | не коронована                   | 28 октября 1138 смерть мужа  | 27 июля 1144           | Болеслав III                 | [ 14 ]        |
|                                   | Агнесса Бабенбергская     | Леопольд III, маркграф Австрии (Бабенберги)                           | 1111          | 1125            | 28 октября 1138 восхождение мужа  | не коронована                   | 1146 смещение мужа           | 25 января 1157         | Владислав II                 |               |
|                                   | Верхуслава Новгородская   | Всеволод Мстиславич, князь Новгородский (Рюриковичи)                  | 1125          | 1137            | 1146 восхождение мужа             | не коронована                   | 15 марта 1162?               | 15 марта 1162?         | Болеслав IV                  | [ 15 ]        |
|                                   | Мария                     | вероятно Ростислав Мстиславич, великий князь Киевский (Рюриковичи)    | ок. 1140      | ок. 1165        | ок. 1165                          | не коронована                   | после 1173                   | после 1173             | Болеслав IV                  | [ 16 ]        |
|                                   | Евдокия Киевская          | Изяслав Мстиславич, великий князь Киевский (Рюриковичи)               | ок. 1131      | 1154            | 1173 восхождение мужа             | не коронована                   | 1177 смещение мужа           | после 1187             | Мешко III, 1-е правление     | [ 17 ] [ 18 ] |
|                                   | Елена Зноемская           | Конрад II, князь Зноймо (Пржемысловичи)                               | 1140 или 1145 | 1163            | 1177 восхождение мужа             | не коронована                   | 1190 смещение мужа           | 1206                   | Казимир II, 1-е правление    | [ 19 ]        |
| 1190 восстановление мужа в правах | Елена Зноемская           | Конрад II, князь Зноймо (Пржемысловичи)                               | 1140 или 1145 | 1163            | 5 мая 1194 смерть мужа            | не коронована                   | Казимир II, 2-е правление    | 1206                   |                              | [ 19 ]        |
|                                   | Люция Рюгенская           | Яромар I, князь Рюгена (Виславиды)                                    | ?             | 1186            | 13 марта 1202 восхождение мужа    | не коронована                   | 1206 смещение мужа           | ?1231?                 | Владислав III, 1-е правление |               |
|                                   | Гремислава                | Ингварь Ярославич, великий князь Киевский (Рюриковичи)                | ?             | 1207            | 1207                              | не коронована                   | 1210 смещение мужа           | 1258                   | Лешек I, 3-е правление       | [ 20 ]        |
|                                   | Людмила                   | вероятно Собеслав I, князь Чехии (Пржемысловичи)                      | ?             | 1170/1178       | 9 июня 1210 восхождение мужа      | не коронована                   | 20 октября 1210              | 20 октября 1210        | Мешко IV                     | [ 21 ]        |
|                                   | Гремислава                | Ингварь Ярославич, великий князь Киевский (Рюриковичи)                | ?             | 1207            | 1211 восстановление мужа в правах | не коронована                   | 1227 смерть мужа             | 1258                   | Лешек I, 4-е правление       | [ 20 ]        |
|                                   | Люция Рюгенская           | Яромар I, князь Рюгена (Виславиды)                                    | ?             | 1186            | 1227 восстановление мужа в правах | не коронована                   | 1229 смещение мужа           | ?1231?                 | Владислав III, 2-е правление |               |
|                                   | Агафья Волынская          | Святослав Игоревич, князь Волынский (Рюриковичи)                      | ?             | ?               | ?                                 | не коронована                   | ?                            | ?                      | Конрад I, 1-е правление      | [ 22 ]        |
|                                   | Ядвига Силезская          | Бертольд IV, герцог Меранский (Андексская династия)                   | 1174          | ок. 1188        | 1232 восхождение мужа             | не коронована                   | 19 марта 1238 смерть мужа    | 15 октября 1243        | Генрих I                     | [ 23 ]        |
|                                   | Анна Легницкая            | Пржемысл Отакар I, король Чехии (Пржемысловичи)                       | 1204          | 1218            | 19 марта 1238 восхождение мужа    | не коронована                   | 9 апреля 1241 смерть мужа    | 23 июня 1265           | Генрих II                    | [ 24 ]        |
|                                   | Агафья Волынская          | Святослав Игоревич, князь Волынский (Рюриковичи)                      | ?             | ?               | ?                                 | не коронована                   | ?                            | ?                      | Конрад I, 2-е правление      | [ 22 ]        |
|                                   | Кунигунда Венгерская      | Бела IV, король Венгрии (Арпады)                                      | 5 марта 1224  | ?               | 9 апреля 1241 восхождение мужа    | не коронована                   | 7 декабря 1279 смерть мужа   | 24 июля 1292           | Болеслав V                   | [ 25 ] [ 26 ] |
|                                   | Агриппина Славонская      | Ростислав Михайлович, бан Славонии (Рюриковичи)                       | 1248          | ?               | ?                                 | не коронована                   | 30 сентября 1288 смерть мужа | 1309                   | Лешек II                     | [ 27 ]        |
|                                   | Матильда Бранденбургская  | Оттон V, маркграф Бранденбурга (Аскании)                              | 1270          | 1287/88         | 1288 восхождение мужа             | не коронована                   | 23 июня 1290 смерть мужа     | не позднее 1 июня 1298 | Генрих IV                    | [ 28 ]        |
|                                   | Рыкса Шведская            | Вальдемар I, король Швеции (Фолькунги)                                | до 1273       | 11 октября 1285 | 23 июня 1290 восхождение мужа     | не коронована                   | до 1293                      | до 1293                | Пшемысл II                   | [ 29 ] [ 30 ] |
|                                   | Малгожата Бранденбургская | Альбрехт III, маркграф Бранденбурга (Аскании)                         | 1270          | 1291 или 1293   | 1291 или 1293                     | 26 июня 1295 в соборе Гнезно    | 8 февраля 1296 смерть мужа   | 1315                   | Пшемысл II                   | [ 31 ]        |

### Пржемысловичи
| Изображение | Имя                     | Отец                                   | Рождение        | Брак           | Стала княгиней        | Коронована королевой       | Перестала быть консортом   | Смерть           | Супруг    | Прим.  |
| ----------- | ----------------------- | -------------------------------------- | --------------- | -------------- | --------------------- | -------------------------- | -------------------------- | ---------------- | --------- | ------ |
|             | Юдита Габсбург          | Рудольф I, король Германии (Габсбурги) | 1271            | 24 января 1285 | 1296 восхождение мужа | не коронована              | 21 мая 1297                | 21 мая 1297      | Вацлав I  | [ 32 ] |
|             | Эльжбета Рыкса Польская | Пшемысл II, король Польши (Пясты)      | 1 сентября 1286 | 1300           | 1300                  | 26 мая 1303 в соборе Праги | 21 июня 1305 смерть мужа   | 18 октября 1335  | Вацлав I  | [ 33 ] |
|             | Виола Цешинская         | Мешко I, князь Цешинский (Пясты)       | 1291            | 5 октября 1305 | 5 октября 1305        | не коронована              | 4 августа 1306 смерть мужа | 21 сентября 1317 | Вацлав II | [ 34 ] |

### Пясты(2)
| Изображение | Имя                      | Отец                                            | Рождение | Брак                                 | Стала княгиней                       | Коронована королевой                 | Перестала быть консортом  | Смерть          | Супруг      | Прим.  |
| ----------- | ------------------------ | ----------------------------------------------- | -------- | ------------------------------------ | ------------------------------------ | ------------------------------------ | ------------------------- | --------------- | ----------- | ------ |
|             | Ядвига Калишская         | Болеслав, князь Калишский (Пясты)               | 1266     | 1293                                 | 1306 восхождение мужа                | 20 января 1320 в Вавельском соборе   | 2 марта 1333 смерть мужа  | 10 декабря 1339 | Владислав I | [ 35 ] |
|             | Альдона (Анна) Литовская | Гедимин, великий князь Литовский (Гедиминовичи) | ок. 1309 | 30 апреля или 16 октября 1325        | 2 марта 1333 восхождение мужа        | 25 апреля 1333 в Вавельском соборе   | 26 мая 1339               | 26 мая 1339     | Казимир III | [ 36 ] |
|             | Адельгейда Гессенская    | Генрих II, ландграф Гессена (Гессенский дом)    | 1324     | 29 сентября 1341 в Познанском соборе | 29 сентября 1341 в Познанском соборе | 29 сентября 1341 в Познанском соборе | 1356 развод (спорно)      | 1371            | Казимир III | [ 37 ] |
|             | Ядвига Жаганьская        | Генрих V, князь Жаганьский (Пясты)              | ок. 1350 | 25 февраля 1363                      | 25 февраля 1363                      | не коронована                        | 5 ноября 1370 смерть мужа | 1390            | Казимир III | [ 38 ] |

### Анжу-Сицилийский дом
| Изображение | Имя                  | Отец                                | Рождение | Брак         | Стала княгиней                 | Коронована королевой | Перестала быть консортом     | Смерть         | Супруг  | Прим.  |
| ----------- | -------------------- | ----------------------------------- | -------- | ------------ | ------------------------------ | -------------------- | ---------------------------- | -------------- | ------- | ------ |
|             | Елизавета Боснийская | Степан II, бан Боснии (Котроманичи) | 1340     | 20 июня 1353 | 5 ноября 1370 восхождение мужа | не коронована        | 10 сентября 1382 смерть мужа | 16 января 1387 | Людовик | [ 39 ] |

### Ягеллоны
| Изображение | Имя                   | Отец                                                         | Рождение         | Брак                               | Стала княгиней                     | Коронована королевой                | Перестала быть консортом    | Смерть           | Супруг                | Прим.  |
| ----------- | --------------------- | ------------------------------------------------------------ | ---------------- | ---------------------------------- | ---------------------------------- | ----------------------------------- | --------------------------- | ---------------- | --------------------- | ------ |
|             | Анна Цельская         | Вильгельм, граф Целе (Цилли)                                 | 1381             | 1402                               | 1402                               | 25 февраля 1403 в Вавельском соборе | 21 мая 1416                 | 21 мая 1416      | Владислав II (Ягайло) | [ 40 ] |
|             | Эльжбета из Пилицы    | Оттон Пилецкий, воевода сандомирский                         | 1372             | 2 мая 1417                         | 2 мая 1417                         | 19 ноября 1417 в Вавельском соборе  | 12 мая 1420                 | 12 мая 1420      | Владислав II (Ягайло) | [ 41 ] |
|             | Софья Гольшанская     | Андрей Иванович Гольшанский (Гольшанские)                    | 1405             | 24 или 7 февраля 1422              | 24 или 7 февраля 1422              | 12 февраля 1424 в Вавельском соборе | 1 июня 1434 смерть мужа     | 21 сентября 1461 | Владислав II (Ягайло) | [ 42 ] |
|             | Елизавета Габсбург    | Альбрехт II, король Германии (Габсбурги)                     | ок. 1437         | 10 марта 1454 в Вавельском соборе  | 10 марта 1454 в Вавельском соборе  | 10 марта 1454 в Вавельском соборе   | 7 июня 1492 смерть мужа     | 30 августа 1505  | Казимир IV            | [ 43 ] |
|             | Елена Московская      | Иван III, великий князь всея Руси (Рюриковичи)               | 19 мая 1476      | 18 февраля 1495                    | 12 декабря 1501 восхождение мужа   | не коронована                       | 19 августа 1506 смерть мужа | 20 января 1513   | Александр             | [ 44 ] |
|             | Барбара Запольяи      | Иштван Запольяи (Запольяи)                                   | 1495             | 8 февраля 1512 в Вавельском соборе | 8 февраля 1512 в Вавельском соборе | 8 февраля 1512 в Вавельском соборе  | 2 октября 1515              | 2 октября 1515   | Сигизмунд I           | [ 45 ] |
|             | Бона Сфорца           | Джан Галеаццо Сфорца (Сфорца)                                | 13 февраля 1495  | 18 апреля 1518 в Вавельском соборе | 18 апреля 1518 в Вавельском соборе | 18 апреля 1518 в Вавельском соборе  | 1 апреля 1548 смерть мужа   | 7 ноября 1558    | Сигизмунд I           | [ 46 ] |
|             | Елизавета Австрийская | Фердинанд I, император Священной Римской империи (Габсбурги) | 9 июля 1526      | 5 мая 1543                         | 5 мая 1543                         | 8 мая 1543 в Вавельском соборе      | 15 июня 1545                | 15 июня 1545     | Сигизмунд II Август   | [ 47 ] |
|             | Барбара Радзивилл     | Юрий Геркулес Радзивилл (Радзивиллы)                         | 6 декабря 1520   | 1547                               | 1547                               | 4 декабря 1550 в Вавельском соборе  | 8 мая 1551                  | 8 мая 1551       | Сигизмунд II Август   | [ 48 ] |
|             | Екатерина Австрийская | Фердинанд I, император Священной Римской империи (Габсбурги) | 15 сентября 1533 | 23 июня 1553                       | 23 июня 1553                       | 30 июня 1553 в Вавельском соборе    | 28 февраля 1572             | 28 февраля 1572  | Сигизмунд II Август   | [ 49 ] |

## Королевы Польши и великие княгини Литвы
| Изображение | Имя                                           | Отец                                                           | Рождение        | Брак                                     | Стала княгиней                           | Коронована королевой                     | Перестала быть консортом       | Смерть          | Супруг                     | Прим.         |
| ----------- | --------------------------------------------- | -------------------------------------------------------------- | --------------- | ---------------------------------------- | ---------------------------------------- | ---------------------------------------- | ------------------------------ | --------------- | -------------------------- | ------------- |
|             | Анна Австрийская                              | Карл II, эрцгерцог Австрии (Габсбурги)                         | 16 августа 1573 | 31 мая 1592 в Вавельском соборе          | 31 мая 1592 в Вавельском соборе          | 31 мая 1592 в Вавельском соборе          | 10 февраля 1598                | 10 февраля 1598 | Сигизмунд III              | [ 50 ]        |
|             | Констанция Австрийская                        | Карл II, эрцгерцог Австрии (Габсбурги)                         | 24 декабря 1588 | 11 декабря 1605 в Вавельском соборе      | 11 декабря 1605 в Вавельском соборе      | 11 декабря 1605 в Вавельском соборе      | 10 июля 1631                   | 10 июля 1631    | Сигизмунд III              | [ 51 ] [ 52 ] |
|             | Цецилия Рената Австрийская                    | Фердинанд II, император Священной Римской империи (Габсбурги)  | 16 июля 1611    | 13 сентября 1637 в соборе Святого Иоанна | 13 сентября 1637 в соборе Святого Иоанна | 13 сентября 1637 в соборе Святого Иоанна | 24 марта 1644                  | 24 марта 1644   | Владислав IV               | [ 53 ]        |
|             | Мария Луиза Гонзага                           | Карл I Гонзага, герцог Мантуи (Гонзага)                        | 18 августа 1611 | 5 ноября 1645                            | 15 июля 1646 в Вавельском соборе         | 15 июля 1646 в Вавельском соборе         | 20 мая 1648 смерть мужа        | (см. внизу)     | Владислав IV               | [ 54 ]        |
| 30 мая 1649 | Мария Луиза Гонзага                           | Карл I Гонзага, герцог Мантуи (Гонзага)                        | 18 августа 1611 | коронована в первом браке                | коронована в первом браке                | 10 мая 1667                              | 10 мая 1667                    | Ян II           |                            | [ 54 ]        |
|             | Элеонора Мария Австрийская                    | Фердинанд III, император Священной Римской империи (Габсбурги) | 31 мая 1653     | 27 февраля 1670                          | 29 сентября 1670 в соборе Святого Иоанна | 29 сентября 1670 в соборе Святого Иоанна | 10 ноября 1673 смерть мужа     | 17 декабря 1697 | Михаил                     | [ 55 ]        |
|             | Мария Казимира де Лагранж д’Аркьен            | Анри-Альбер де Лагранж д’Аркьен (де Лагранж)                   | 28 июня 1641    | 5 июля 1665                              | 2 февраля 1676 в соборе Святого Иоанна   | 2 февраля 1676 в соборе Святого Иоанна   | 17 июня 1696 смерть мужа       | 1 января 1716   | Ян III                     | [ 56 ]        |
|             | Кристиана Эбергардина Бранденбург-Байрейтская | Кристиан Эрнст, маркграф Бранденбург-Байрейта (Гогенцоллерны)  | 19 декабря 1671 | 20 января 1693                           | 15 сентября 1697 коронация мужа          | не коронована                            | 1 сентября 1706 отречение мужа | 4 сентября 1727 | Август II, 1-е правление   | [ 57 ]        |
|             | Екатерина Опалинская                          | Ян Карл Опалинский (Опалинские)                                | 13 октября 1680 | 10 мая 1698                              | 4 октября 1705 в соборе Святого Иоанна   | 4 октября 1705 в соборе Святого Иоанна   | 1709 отречение мужа            | 19 марта 1747   | Станислав I, 1-е правление | [ 58 ]        |
|             | Кристиана Эбергардина Бранденбург-Байрейтская | Кристиан Эрнст, маркграф Бранденбург-Байрейта (Гогенцоллерны)  | 19 декабря 1671 | 20 января 1693                           | 1709 муж восстановлен в правах           | не коронована                            | 4 сентября 1727                | 4 сентября 1727 | Август II, 2-е правление   | [ 57 ]        |
|             | Екатерина Опалинская                          | Ян Карл Опалинский (Опалинские)                                | 13 октября 1680 | 10 мая 1698                              | 1733 муж восстановлен в правах           | коронована до этого                      | 1736 отречение мужа            | 19 марта 1747   | Станислав I, 2-е правление | [ 58 ]        |
|             | Мария Йозефа Австрийская                      | Иосиф I, император Священной Римской империи (Габсбурги)       | 8 декабря 1699  | 20 августа 1719                          | 17 января 1734 в Вавельском соборе       | 17 января 1734 в Вавельском соборе       | 17 ноября 1757                 | 17 ноября 1757  | Август III                 | [ 59 ]        |

- Эльжбета Шидловская (1748—1810) была любовницей короля Станислава Августа. Некоторые историки полагают, что в 1783 году она вышла за него замуж, но поскольку их брак был морганатическим, она не была королевой Польши. Тем не менее, нет никаких известных причин для того, чтобы считать брак морганатическим, поскольку согласно Pacta conventa Понятовский должен был жениться на польской дворянке, а Шидловская подходила под это требование. Нет никаких доказательств того, что брак действительно имел место[60]. По словам современницы четы, польской дворянки Виридианны Фисеровой, которая знала их обоих, слух возник только после смерти Понятовского. Его распространяла сама Эльжбета и при дворе в него практически никто не верил[61].

## Великие герцогиниВаршавские
| Изображение | Имя                          | Отец                                                               | Рождение    | Брак           | Стала герцогиней                                | Перестала быть герцогиней                                  | Смерть         | Супруг           | Прим.  |
| ----------- | ---------------------------- | ------------------------------------------------------------------ | ----------- | -------------- | ----------------------------------------------- | ---------------------------------------------------------- | -------------- | ---------------- | ------ |
|             | Амалия Пфальц-Цвейбрюкенская | Фридрих Михаэль, герцог Цвейбрюккен-Биркенфельдский (Виттельсбахи) | 10 мая 1752 | 29 января 1769 | 13 июня 1807 образование Варшавского герцогства | январь 1813 Варшавское герцогство прекратило существование | 15 ноября 1828 | Фридрих Август I | [ 62 ] |

## Послераздела Речи Посполитой

### КоролевыГалиции и Лодомерии(Австрия)
Королевство Галиции и Лодомерии образовано в результате первого раздела Речи Посполитой в 1772 году.
| Изображение | Имя                                | Отец                                               | Рождение         | Брак            | Стала королевой                   | Перестала быть королевой      | Смерть           | Супруг        | Прим.  |
| ----------- | ---------------------------------- | -------------------------------------------------- | ---------------- | --------------- | --------------------------------- | ----------------------------- | ---------------- | ------------- | ------ |
|             | Мария-Луиза Испанская              | Карл III, король Испании (Бурбоны)                 | 24 ноября 1745   | 5 августа 1765  | 30 сентября 1790 восхождение мужа | 1 марта 1792 смерть мужа      | 15 мая 1792      | Леопольд II   | [ 63 ] |
|             | Мария Тереза Бурбон-Неаполитанская | Фердинанд I, король Обеих Сицилий (Бурбоны)        | 6 июня 1772      | 15 августа 1790 | 5 июля 1792 восхождение мужа      | 13 апреля 1807                | 13 апреля 1807   | Франц II      | [ 64 ] |
|             | Мария Людовика Моденская           | Фердинанд Австрийский (Габсбург-Лотарингский дом)  | 14 декабря 1787  | 6 января 1808   | 6 января 1808                     | 7 апреля 1816                 | 7 апреля 1816    | Франц II      | [ 65 ] |
|             | Каролина Августа Баварская         | Максимилиан I, король Баварии (Виттельсбахи)       | 8 февраля 1792   | 29 октября 1816 | 29 октября 1816                   | 2 марта 1835 смерть мужа      | 9 февраля 1873   | Франц II      | [ 66 ] |
|             | Мария Анна Савойская               | Виктор Эммануил I, король Сардинии (Савойский дом) | 19 сентября 1803 | 12 февраля 1831 | 2 марта 1835 восхождение мужа     | 2 декабря 1848 отречение мужа | 4 мая 1884       | Фердинанд I   | [ 67 ] |
|             | Елизавета Баварская                | Максимилиан, герцог Баварский (Виттельсбахи)       | 24 декабря 1837  | 24 апреля 1854  | 24 апреля 1854                    | 10 сентября 1898              | 10 сентября 1898 | Франц Иосиф I | [ 68 ] |
|             | Цита Бурбон-Пармская               | Роберт I, герцог Пармский (Пармские Бурбоны)       | 9 мая 1892       | 13 июня 1911    | 21 ноября 1916 восхождение мужа   | 11 ноября 1918 свержение мужа | 14 марта 1989    | Карл I        | [ 69 ] |

### Царицыцарства Польского(Россия)
Царство Польское образовано на Венском конгрессе (1814—1815).
| Изображение | Имя                                               | Отец                                                  | Рождение       | Брак             | Стала царицей                   | Перестала быть царицей       | Смерть          | Супруг        | Прим.  |
| ----------- | ------------------------------------------------- | ----------------------------------------------------- | -------------- | ---------------- | ------------------------------- | ---------------------------- | --------------- | ------------- | ------ |
|             | Елизавета Алексеевна (Луиза Баденская)            | Карл Людвиг Баденский (Церингены)                     | 24 января 1779 | 28 сентября 1793 | 9 июня 1815                     | 1 декабря 1825 смерть мужа   | 16 мая 1826     | Александр I   | [ 70 ] |
|             | Александра Фёдоровна (Шарлотта Прусская)          | Фридрих Вильгельм III, король Пруссии (Гогенцоллерны) | 13 июля 1798   | 13 июля 1817     | 1 декабря 1825 восхождение мужа | 2 марта 1855 смерть мужа     | 1 ноября 1860   | Николай I     | [ 71 ] |
|             | Мария Александровна (Мария Гессенская)            | Людвиг II, великий герцог Гессенский (Гессенский дом) | 8 августа 1824 | 28 апреля 1841   | 2 марта 1855 восхождение мужа   | 3 июня 1880                  | 3 июня 1880     | Александр II  | [ 72 ] |
|             | Мария Фёдоровна (Дагмара Датская)                 | Кристиан IX, король Дании (Глюксбурги)                | 26 ноября 1847 | 9 ноября 1866    | 13 марта 1881 восхождение мужа  | 1 ноября 1894 смерть мужа    | 13 октября 1928 | Александр III | [ 73 ] |
|             | Александра Фёдоровна (Алиса Гессен-Дармштадтская) | Людвиг IV, великий герцог Гессенский (Гессенский дом) | 6 июня 1872    | 26 ноября 1894   | 26 ноября 1894                  | 15 марта 1917 отречение мужа | 17 июля 1918    | Николай II    | [ 74 ] |

### ГерцогиниВеликого герцогства Познанского(Пруссия)
Великое герцогство Познанское образовано на Венском конгрессе (1814—1815).
| Изображение                        | Имя                          | Отец                                         | Рождение       | Брак           | Стала герцогиней | Перестала быть герцогиней                     | Смерть          | Супруг               | Прим.  |
| ---------------------------------- | ---------------------------- | -------------------------------------------- | -------------- | -------------- | ---------------- | --------------------------------------------- | --------------- | -------------------- | ------ |
|                                    | Елизавета Людовика Баварская | Максимилиан I, король Баварии (Виттельсбахи) | 13 ноября 1801 | 29 ноября 1823 | 29 ноября 1823   | 5 декабря 1848 включено в королевство Пруссия | 14 декабря 1873 | Фридрих Вильгельм IV | [ 75 ] |
| См. список супруг монархов Пруссии |                              |                                              |                |                |                  |                                               |                 |                      |        |